# José Mariano de Salas

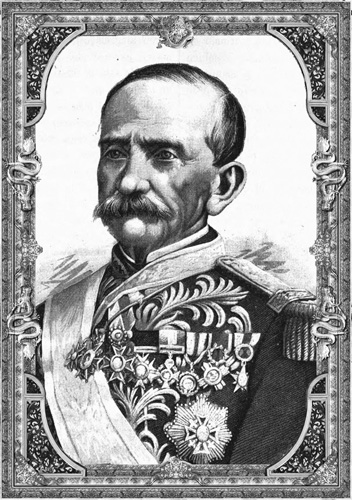

José Mariano de Salas (Mexico-Stad, 11 mei 1797 - Guadalupe, 24 december 1867) was een conservatief Mexicaans politicus en militair. Hij was twee keer gedurende korte tijd president van zijn land.
Hij vocht in de Mexicaanse Onafhankelijkheidsoorlog en in de oorlog tegen het opstandige Texas. Op 5 augustus 1846, tijdens de Amerikaans-Mexicaanse Oorlog, greep hij de macht. Enkele maanden later werd hij opzij geschoven door de liberaal Valentín Gómez Farías. Tijdens dezelfde oorlog leidde hij de Polko-opstand, tegen het confisqueren van kerkelijke goederen ten bate van de oorlogsinspanningen door Gómez Farías.
Van 21 tot 23 januari 1859 was hij wederom interim-president van Mexico voor de conservatieve zijde tijdens de Hervormingsoorlog. Ten tijde van de Franse Interventie in Mexico maakte hij deel uit van het regentschap dat Mexico bestuurde in afwachting van de komst van Maximiliaan van Habsburg.
- Library of Congress Control Number: nr92021042
- Virtual International Authority File: 78642609
- WorldCat: E39PBJkxH4bgj4JPWRjK8TrXh3